# Costosa
Costosa là một chi bướm đêm thuộc phân họ Olethreutinae, họ Tortricidae Tortricidae.

## Các loài
- Costosa allochroma Diakonoff, 1968
- Costosa aphenia Diakonoff, 1973
- Costosa australis Horak, 2006
- Costosa rhodantha (Meyrick, 1907)